# Virgil Akins
Virgil Akins (* 10. März 1928 in St. Louis, Missouri, USA; † 22. Januar 2011 in St. Louis, Missouri, USA) war ein US-amerikanischer Boxer im Weltergewicht und hielt Im Jahre 1958 vom 6. Juni bis zum 5. Dezember den universellen Weltmeistertitel.